# Xian HH-100
Le Xian HH-100 est un drone de transport aérien, développé par la société chinoise Xi'an Aircraft Industrial Corporation, une filiale de Aviation Industry Corporation of China (AVIC), située à Xi'an dans la province du Shaanxi, dans le nord-ouest de la Chine.

## Conception
Le Xian HH-100 se présente comme un avion-cargo d’allure assez classique, si ce n’est qu’il est sans équipage, donc sans poste de pilotage vitré : un bimoteur, à aile haute droite, avec un fuselage de section rectangulaire, aux côtés plats, dont le dessous a une très faible garde au sol. Il a un nez arrondi aérodynamique, un train d'atterrissage tricycle dont les deux roues principales se rétractent dans les nacelles des moteurs. La roue avant, située sous le nez, sort à peine du fuselage, sa jambe n’est pas visible de l’extérieur. Les moteurs entraînent des hélices tripales. L’empennage est bipoutre, avec le stabilisateur horizontal reliant la partie haute des deux dérives, qui sont en légère flèche.
Le Xian HH-100 a une masse maximale au décollage (MTOW) de 2 tonnes et il peut transporter jusqu’à 700 kg de charge utile. Le drone a un rayon d'action de 520 kilomètres. Il peut atteindre la vitesse de 300 km/h et une altitude maximale de 5000 mètres,,. Le système complet combine le drone avec une station au sol de commande et de contrôle dédiée,,.
Xi'an Aircraft Industrial Corporation n’a pas communiqué sur les modalités de chargement et de déchargement de la cargaison du drone ni sur sa propulsion, si elle est totalement thermique ou hybride électrique. Les informations disponibles sur le HH-100 restent très limitées. Ainsi, Xi'an n’a pas publié d’informations sur la puissance des moteurs, le système de contrôle du drone ou les plans de production en série. Il n’est pas clair si le drone a un usage exclusivement civil ou si un usage militaire est également prévu. La taille du drone, ainsi que le type de cargaison qu’il peut transporter, sont également inconnus. Le constructeur affirme que le drone présente de nombreux avantages tels que de faibles coûts d’approvisionnement, d’exploitation et de maintenance, ou une capacité importante de charge utile. Tous ses composants sont fabriqués dans le pays,,. AVIC s’appuie sur un modèle de développement collaboratif, en partenariat avec des unités internes et des entreprises privées pour produire des composants cruciaux.

## Historique
Le prototype de ce véhicule aérien sans pilote (UAV) a été conçu en décembre 2023 et les premiers tests de roulage ont débuté fin février 2024. Les ingénieurs chinois se sont concentrés sur les tests de la capacité du Xian HH-100 à effectuer des manœuvres indépendantes sur piste : roulage, accélération et freinage, vérification du bon fonctionnement des systèmes de contrôle autonomes. Ces essais sur piste se sont déroulés à l’aéroport de Beichuan Yongchang dans le comté de Beichuan, dans la province du Sichuan, au sud-ouest de la Chine,. Cette phase préalable au premier vol étant terminée, la société s’apprête à débuter des essais en vol. AVIC a annoncé le 7 avril 2024 que le drone avait passé avec succès le 3 avril le test des manœuvres de roulage automatique à grande vitesse et de pré-décollage, démontrant un contrôle précis du roulage autonome. Le journal d’État Global Times a publié le 7 avril une vidéo montrant le drone en train de subir ses essais au sol à grande vitesse. Le drone « a démontré des performances stables pendant le test », a déclaré le Global Times. Au cours de l’essai, le drone a effectué avec succès une « rotation », c’est-à-dire qu’il a légèrement soulevé sa roue avant à la vitesse de décollage,. Il est désormais autorisé à effectuer son vol inaugural. Le prochain test devrait avoir lieu en mai 2024 et la mise en service à l’automne 2024.
Le projet du Xian HH-100 s’inscrit dans le cadre de l’ambitieux programme sur 10 ans conçu par la république populaire de Chine visant au développement de la logistique sans pilote et des capacités de transport de marchandises, estime Janes, et à terme à établir une industrie complète du transport sans pilote dans le pays. Le concept semble prometteur, car il vise à créer un système autonome capable d’exploiter une infrastructure aéroportuaire avec une implication humaine minimale. Au fur et à mesure que la Chine assouplit son contrôle sur l’espace aérien à basse altitude, le gouvernement fait des efforts pour utiliser pleinement son espace aérien à basse altitude. La croissance continue du commerce en ligne stimule l’industrie florissante dans le pays de la livraison express, et de nombreux modèles de drones de fret apparaissent. Presque tous les grands transporteurs chinois, y compris China Post et SF Express, ainsi que le géant de la vente au détail en ligne JD.com, investissent depuis de nombreuses années dans des drones de livraison, dans l’espoir de tirer parti de l’expertise du pays en matière de drones pour construire des flottes de drones abordables et à haut rendement pour servir les consommateurs très sensibles au facteur temps. À l’échelle mondiale, Amazon et DHL Express ont aussi développé et utilisé des drones pour le service de livraison dans le cadre de certains essais, et continuent de financer de tels programmes.
Les médias d’État ont déclaré que le Xian HH-100 sera principalement utilisé pour des rôles de transport logistique régional. Dong Jianhong, le concepteur en chef du HH-100, a déclaré que le drone sera également capable de réaliser un large éventail de missions, telles que la surveillance et la lutte contre les incendies de forêts et de prairies, la livraison de fournitures d’urgence en cas de catastrophe, servir de relais de communication, ou l’ensemencement des nuages afin de déclencher des pluies artificielles,,,. Les capacités opérationnelles du Xian HH-100 surpassent de nombreux modèles de drones existants, ce qui lui permettra de réagir plus rapidement aux besoins urgents dans les zones frappées par des catastrophes naturelles, et d’assurer une livraison rapide de nourriture, de médicaments et d’autres fournitures essentielles dans les zones de crise. C’est crucial dans les premières heures suivant une catastrophe, lorsque les routes sont souvent indisponibles. Cette technologie pourrait réduire considérablement le temps d’intervention dans les zones sinistrées, sauvant ainsi des vies. De plus, la capacité du drone à opérer à des altitudes allant jusqu’à 5000 mètres le rend particulièrement utile pour atteindre les régions éloignées ou difficiles d’accès souvent les plus durement touchées par les catastrophes naturelles, terrains montagneux ou zones isolées par les inondations. Cependant, la livraison de fret sans pilote de l’avion pourrait aussi avoir des applications militaires.